# Kankan
Kankan er en by i det østlige Guinea, der med et indbyggertal på 190.772 (2014) er landets næststørste by. Byen er hovedstad i en region af samme navn.